# Rozewie (maják)
Maják Rozewie (polsky: Latarnia Morska Rozewie, Maják Stefana Żeromského, anglicky: Rozewie Lighthouse) stojí v Polsku na pevninském výběžku do Baltského moře v obci Rozewie, gmina Władysławowo, okres Puck, Pomořanské vojvodství.
Nachází se mezi majáky Stilo a Jastarnia na pevninském výběžku. Maják je kulturní památkou zapsanou v seznamu kulturních památek Pomořanského vojvodství pod číslem A-574 z 13. listopadu 2014.

## Historie
V Rozewie se nacházejí dva majáky. Činný maják Rozewie I (také Starý maják, anglicky: East Tower) a nečinný Rozewie II (také Nový maják, ang.: West Tower).
Maják Rozewie I byl postaven v letech 1821–1822, zděná stavba vysoká 21,3 m byla zprovozněna 15. listopadu 1822 rozsvícením 15 lamp systému Arganda na řepkový olej. V roce 1866 byla instalována Fresnelova optická soustava, v roce 1877 byly lampy na řepkový olej nahrazeny naftovou lampou. Dosvit majáku byl 21,7 námořních mil.
Zvýšením lodního provozu v polovině 19. století docházelo v blízkosti majáku ke kolizím lodí, které zaměnily majáky v Gdaňsku s majákem v Rozewie a najížděly na pobřežní mělčiny. V roce 1875 byl uveden do provozu druhý maják Rozewie II aby byl větší rozdíl od sousedních majáku (mimo jiné v Czołpinu a na Helu).
V roce 1910 byl maják Rozewie I modernizován a zvýšen o pět metrů. V roce 1978 byl zvýšen o osm metrů namontováním ocelového válce a modernizován. Důvodem zvýšení byly vzrostlé stromy, které clonily světlo majáku. Protože maják se nachází v přírodní rezervaci bukového lesa, nebylo možné stromy vykácet. Na maják byl instalován dvoustranný panel na otáčecím stole s 20 halogenovými reflektory na každé straně panelu. Po modernizaci je dosvit majáků 26 námořních mil. Původní zařízení je umístěno v Muzeu majáků v Rozewie.
V roce 1994 byl na maják nainstalováno zřízení GPS, které lodím umožňovalo určit polohu s přesností na 5–10 m.
V roce 1877 bylo v blízkosti majáku namontované zvukové zařízení (nautofon), které při mlze vysílalo zvukový signál. Od roku 1991 toto zařízení je mimo provoz. Pneumatické zařízení se nachází v blízkosti majáku.
Maják je ve správě Námořního úřadu (Urząd Morski) v Gdyni. Maják je přístupný veřejnosti v letních měsících.
Na majáku je pamětní deska věnována lampáři majáku Leonu Wzorkovi, který byl popraven v roce 1939 a polskému spisovateli Stefanu Żeromskému podle kterého nese jméno Maják Stefana Żeromského.
Maják je kulturní památkou od roku 1972. V roce 2014 byl seznam kulturních památek rozšířen o celý komplex budov a zařízení majáků Rozewie I a II, strojovny s původním vybavením (1910), obytných budov (1875), pekárny s udírnou (1863) a dalších objektů.
V areálu majáků se nachází Muzeum majáků Rozewie, ve kterém jsou modely majáků a původní optické zařízení majáku Rozewie I., točna s Fresnelovou čočkou a Otterovými žaluziemi z majáku Stilo.

## Popis
Zděný komolý kužel s ochozem v horní části, na něm vztyčena dvoudílná ocelová věž. Spodní část ocelové věže je komolý kužel přecházející ve válcovou část. Věž má dva ochozy a je ukončena lucernou. V roce 2011 byla provedena modernizace majáku, ve světelném panelu bylo umístěno osm reflektorů o průměru 17 cm a každý o výkonu 200 W. Nátěr majáku ve spodní části je bílý, horní část je červená.

## Data
- Výška světla 83 m n. m.
- výška věže 32,70 m
- bílý záblesk v intervalu 3 sekund

označení:
- Admiralty C2960
- NGA 6636
- ARLHS POL-016

## Galerie

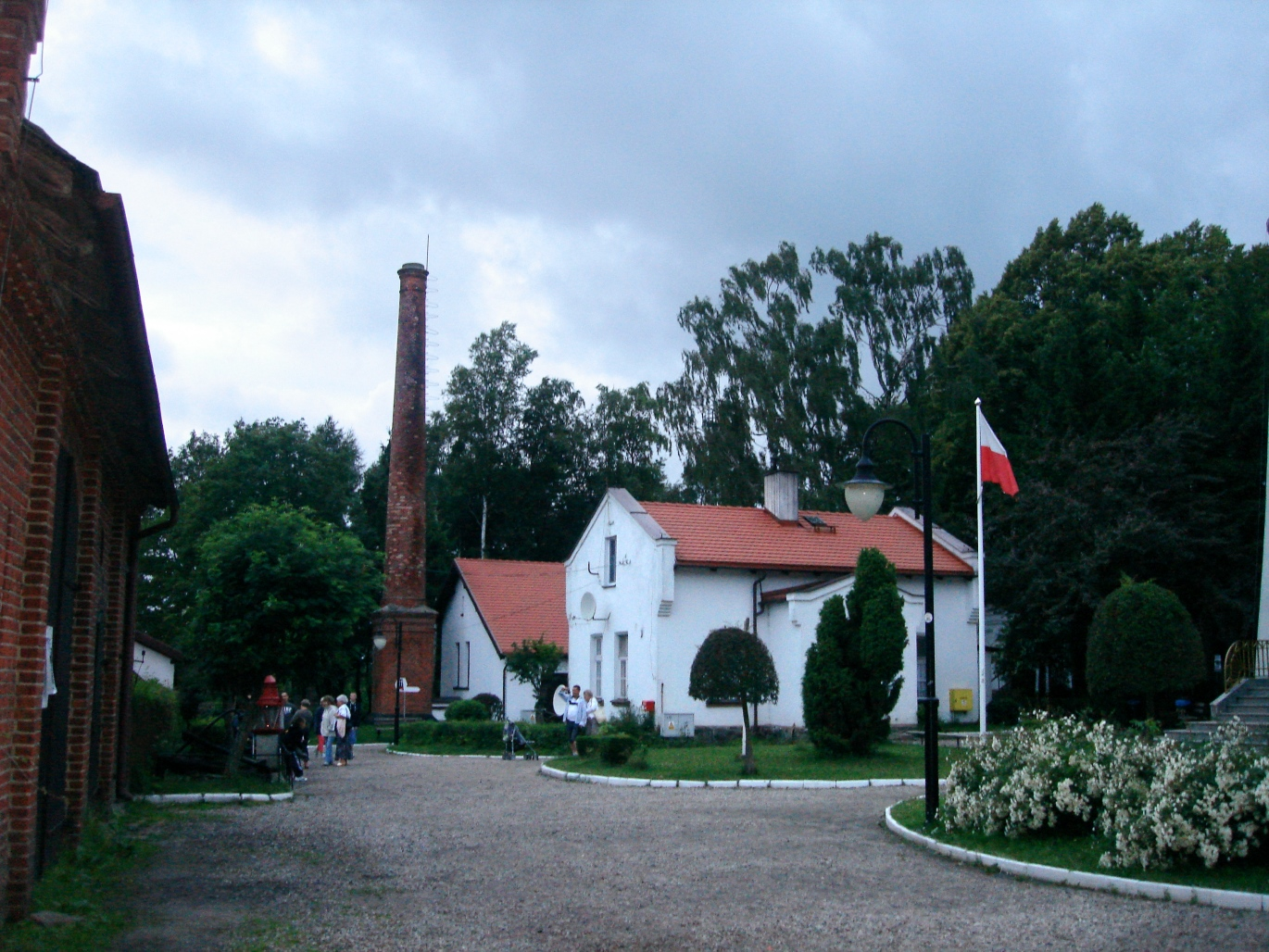
Strojovna s komínem
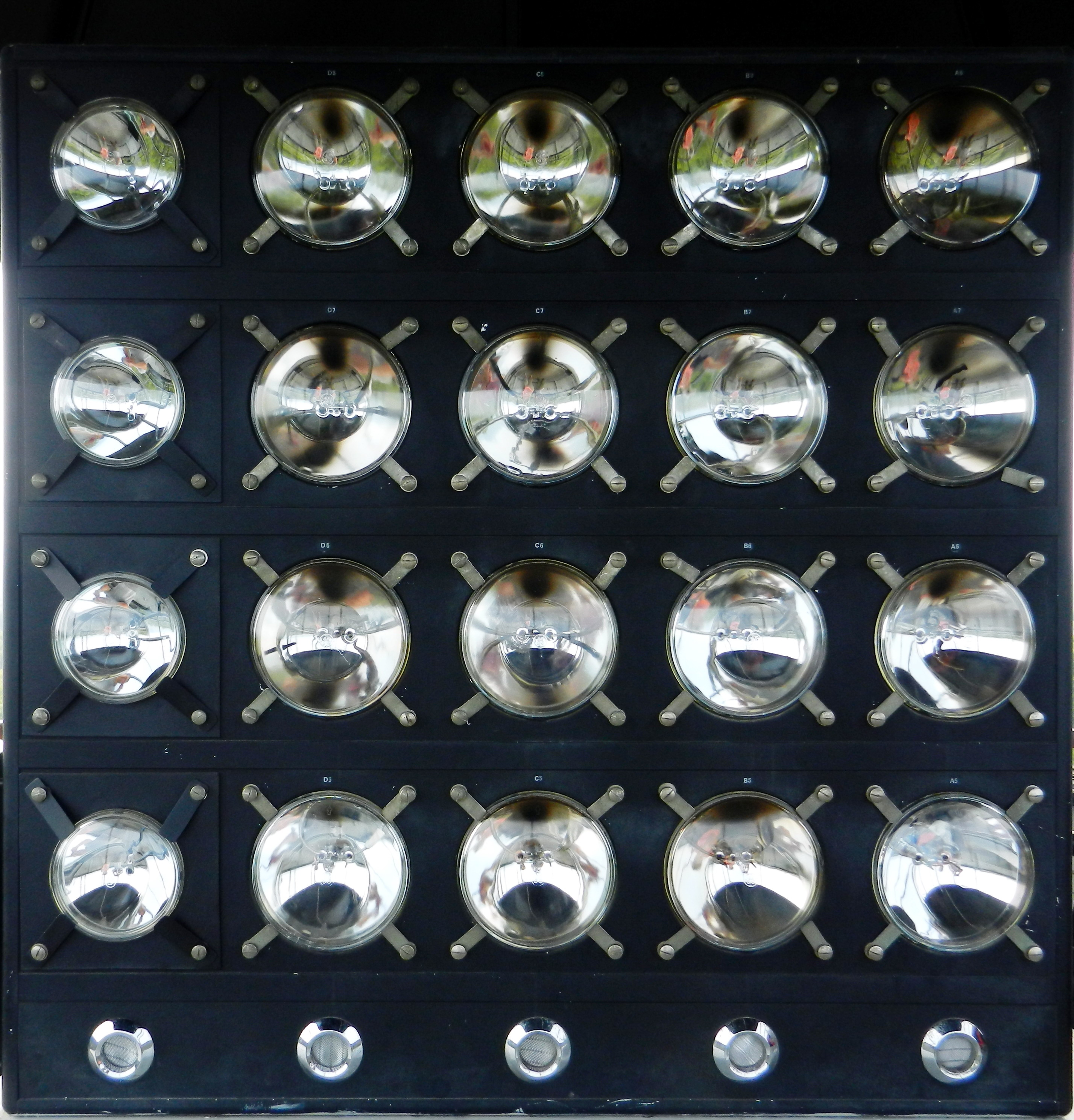
Světelný panel
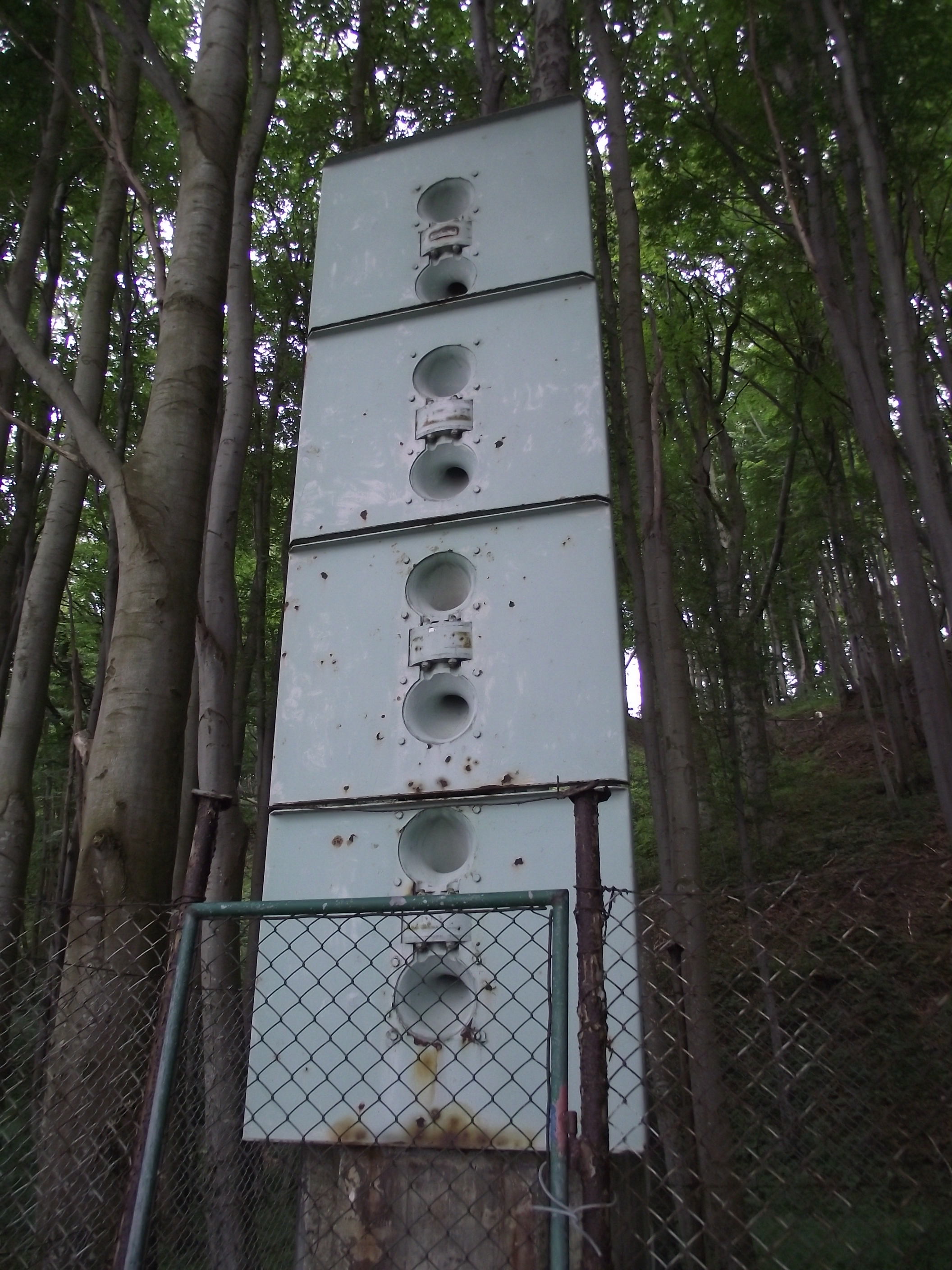
Nautofon
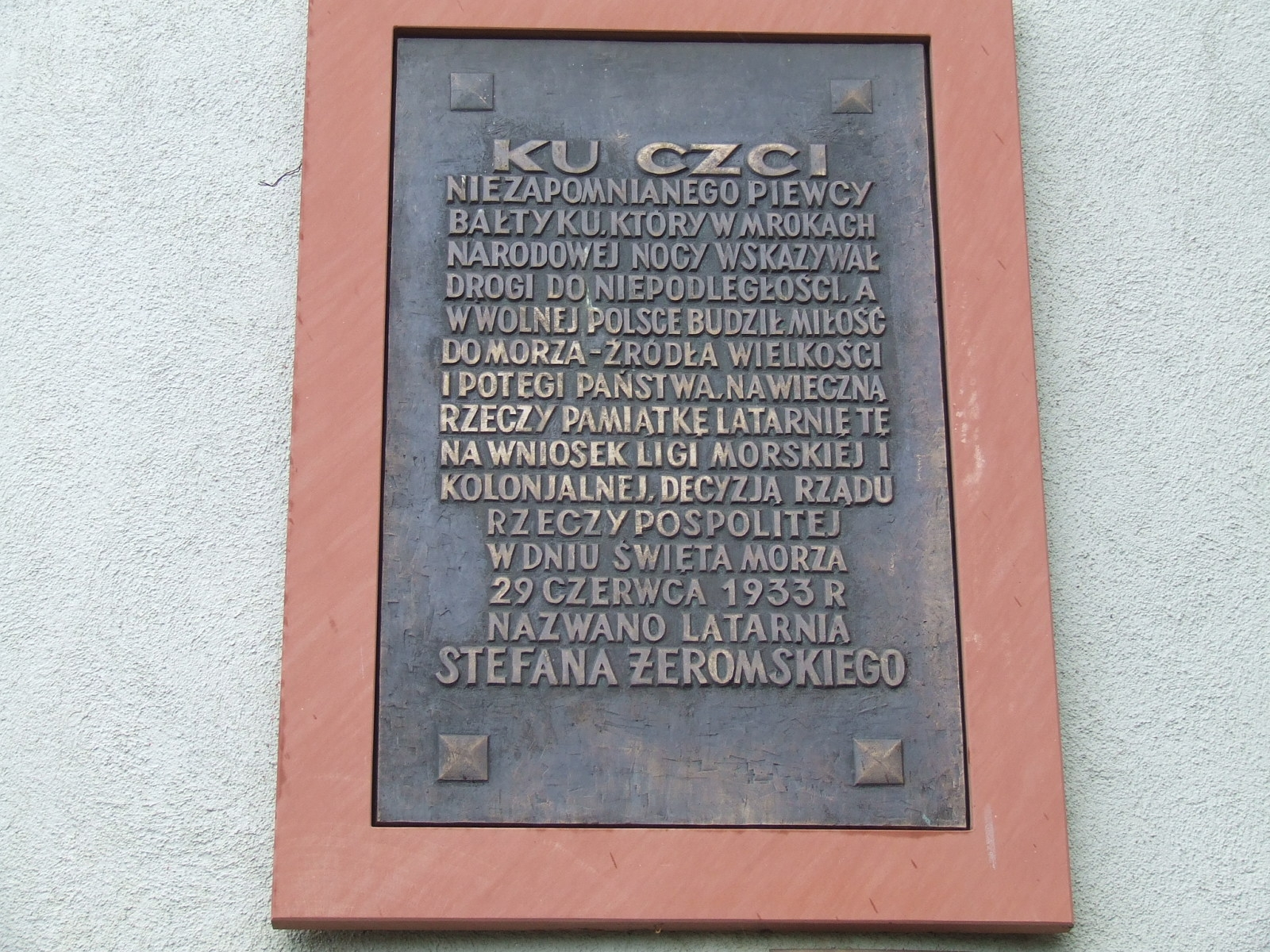
Pamětní deska polskému spisovateli Stefanu Żeromskému